# 西提王國
西提王國（Kingdom of Citynoland）是出现于台灣的一个私人國家，由学生“西提·諾蘭德”（City Nonlando）於2006年構想並於2007年獨立，宣稱該國是一個微型國家，並建立起政府與相關部門。
西提王國主張「去國土化（一個沒有邊界、沒有土地的國家）」，而國家人民資源可以互通有無，邁向一個烏托邦的理想世界。该國於2015年重新開啟。
目前已停止运作。

## 外部連結
- 西提王國外交部  （页面存档备份，存于）（繁體中文）
- 西提王國首頁（繁體中文）